# Alte Kameraden
Alte Kameraden (Gamla kamrater) är en tysk militärmarsch komponerad av Carl Teike kring år 1889 och återfinns i den tyska marschsamlingen som HM II, 150.
När Teike enligt gammal vana tog med sig det nyskrivna stycket till regementesmusikkåren vid Grenadier-Regiment König Karl (5. Württembergisches) Nr 123 och lät dem spela den så sade den nytillträde kapellmästaren Oelte: Marscher har vi nog av, stoppa den i spisen!. Denna episod ledde till att Teike lämnade militärmusiken.
Marschen som vunnit stor popularitet såväl inom som utom Tyskland är 136 takter lång och tar därmed cirka 5 minuter att spela.
I Sverige är marschen känd som musikalisk förlaga till huvuddelen av Povel Ramels sångnummer "Den gamla vaktparaden" från 1951.

Studentorkestern Alte Kamereren, som 1964 bildades av ekonomistudenter vid Lunds universitet, har sitt namn efter marschen.

## Texter
Alte Kameraden auf dem Marsch durchs Land

Halten Freundschaft felsenfest und treu.

Ob in Not oder in Gefahr,

Stets zusammen halten sie auf’s neu.

Zur Attacke geht es Schlag auf Schlag,

Ruhm und Ehr soll bringen uns der Sieg,

Los, Kameraden, frisch wird geladen,

Das ist unsere Marschmusik.

Nach dem Kampfe geht das ganze Regiment

Ins Quartier ins nächste Dorfhauselement

Und beim Wirte das Geflirte

Mit den Mädels und des Wirtes Töchterlein.

Lachen scherzen, lachen scherzen, heute ist ja heut'

Morgen ist das ganze Regiment wer weiß wie weit.

Das, Kameraden, ist des Kriegers bitt'res Los,

Darum nehmt das Glas zur Hand und wir sagen "Prost".

Alter Wein gibt Mut und Kraft,

In dem steckt der wahre Lebenssaft.

Und das alte Herz bleibt jung

Und gewaltig die Erinnerung.

Ob in Freude, ob in Not,

Bleiben wir getreu bis in den Tod.

Trinket aus und schenket ein

Und laßt uns alte Kameraden sein.
Alte Kameraden har även sjungits med alternativ text av den tyska sångaren Heino:
Freunde heut' wird's eine lange Nacht

Weil wir alte Kameraden sind

Freunde heut wird einer drauf gemacht

Weil wir wieder beieinander stehn'

Heute kommen sie von nah und fern

unsre alten Kameraden her

Hoch soll'n sie leben

Wein Saft der Reben

Darauf freuen wir uns sehr

Singt und lacht durch die ganze Nacht

Denn wir haben lang' uns nicht gesehn

Singt und lacht bis der Tag erwacht

Weil wir immer zueinander stehn

Freud und Leid alles wird geteilt

Und wir sind doch für einander da

Denn wir sind Freunde

Gute alte Freunde

Freunde eines ist doch klar

Wahre Freundschaft gibt's nicht oft auf dieser Welt

Wahre Freundschaft ist das einzige was zählt

Wahre Freundschaft echte Freundschaft

Ist doch viel mehr Wert als Gut und Geld

Kameraden hoch die Tassen bis zum Morgenrot

Wir leben nur so kurze Zeit und sind so lange tot

Freunde singt und lacht und bringt das alte Herz in Schwung

Denn wer immer fröhlich ist der bleibt immer jung

Ach wie schön war einst die Zeit

Als wir jung war'n und zum Glück bereit

Ach so vieles ist gescheh'n

Drum seid froh dass wir uns wiedersehn

Lebe heut' schau nicht zurück

Denn nur heute findest du dein Glück

Darum hebt das Glas voll Wein

Und lasst uns alte Kameraden sein

Hast du Sorgen schick sie fort

Denn noch immer gilt das Wort

Schwarz und dunkel ist die Nacht

Immer kurz bevor der Tag erwacht

Leid und Kummer das vergeht

Weil die Welt sich weiter dreht

Darum hebt das Glas voll Wein

Und lasst uns alte Kameraden sein